# The unquiet sky
The unquiet sky is een studioalbum van Arena. Het album kwam grotendeels tot stand in de eigen Thic Ice geluidsstudio, de gitaarpartij werd elders opgenomen. Het conceptalbum voert terug op het verhaal Casting the runes van M.R. James, de film Night of the Demon uit 1957 en The rime of an acient mariner van Samuel Taylor Coleridge. Dat alles vermengd met de nachtmerries van Nolan. Nolan schreef in de tekst en muziek verwijzingen naar alle voorgaande albums van Arena. De albumtitel is echter afkomstig van John Mitchell.
Na het verschijnen van het album ging Arena op korte tournee waarbij ook Rock Ittervoort, Spirit of 66 in Verviers, Hedon in Zwolle, Cultuurpodium Boerderij in Zoetermeer en Centre Culturel in Soignies werden aangedaan. Na de toer werd het zoals gebruikelijk weer stil rond de band. The unquiet sky haalde slechts één week de Album Top 100, plaats 61 (2 mei 2015), een eerste notering sinds die voor het album Contagion uit 2003.

## Musici
De band had met Kylan Amos een nieuw bandlid:
- Paul Manzi – zang
- John Mitchell – gitaar
- Kylan Amos – basgitaar
- Clive Nolan – toetsinstrumenten, zang
- Mick Pointer – slagwerk

## Muziek
Alle teksten door Clive Nolan

| Nr. | Titel                                   | Duur |
| --- | --------------------------------------- | ---- |
| 1.  | The demon strikes (Nolan, Pointer)      | 5:38 |
| 2.  | How dit it come to this? (Nolan, Manzi) | 4:34 |
| 3.  | The bishop of Lufford (Nolan, Pointer)  | 5:32 |
| 4.  | Oblivious to the night (Nolan, Pointer) | 2:50 |
| 5.  | No chance encounter (Nolan, Pointer)    | 4:29 |
| 6.  | Markings on a parchment (Nolan, Amos)   | 2:21 |
| 7.  | The unquiet sky (Nolan, Pointer)        | 5:28 |
| 8.  | What happened before (Nolan, Pointer)   | 4:53 |
| 9.  | Time runs out (Nolan, Pointer)          | 4:39 |
| 10. | Returning the curse (Nolan, Pointer)    | 3:46 |
| 11. | Unexpected dawn (Nolan, Manzi)          | 3:45 |
| 12. | Traveller beware (Nolan, Pointer)       | 7:36 |